# Pópulo (Alijó)
Pópulo era una freguesia portuguesa del municipio de Alijó, distrito de Vila Real.

## Historia
Fue suprimida el 28 de enero  de 2013, en aplicación de una resolución de la Asamblea de la República portuguesa promulgada el 16 de enero de 2013 al unirse con la freguesia de Ribalonga, formando la nueva freguesia de Pópulo e Ribalonga.